# Sancho II. (Portugal)

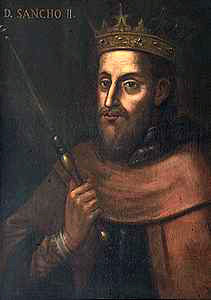
König Sancho II. von Portugal

Sancho II., genannt der Mönch (port. Dom Sancho II, o Capelo) (* 1207 oder 1209; † nach 3. Januar 1248 in Toledo) war der vierte König von Portugal aus dem Hause Burgund. Er regierte von 1223 bis 1248.

## Leben
Er war der Sohn des portugiesischen Königs Alfons II. und seiner Frau Urraca von Kastilien. Als Sancho II. nach dem Tode seines Vaters am 25. März 1223 den Thron bestieg, befand sich das Land mitten in einem Kampf mit der katholischen Kirche, in den es die Politik Alfons II. geführt hatte. Sein Vater war exkommuniziert gestorben, über Portugal das Interdikt verhängt. Sancho II. arrangierte sich zunächst mit der Kirche, ließ den Erzbischof von Braga, den sein Vater des Landes verwiesen hatte, wieder zurückkehren und zahlte ihm eine hohe Entschädigung. Es gelang ihm, die östliche Algarve und das Alentejo von den Mauren zu erobern (Niederlage bei Elves 1226, Sieg bei Aimonte 1239).
Gegen Ende seiner Regierungszeit verstrickte sich jedoch auch Sancho II. zunehmend in Machtkämpfe mit der Kirche, besonders mit den Bischöfen von Lissabon und Porto, die Rückhalt bei Papst Gregor IX. fanden. 1238 wurde auch Sancho II. exkommuniziert. Die Adelsopposition im Lande verbündete sich nun mit der Kirche und versuchte, den König durch seinen jüngeren Bruder, den späteren Alfons III., zu ersetzen.

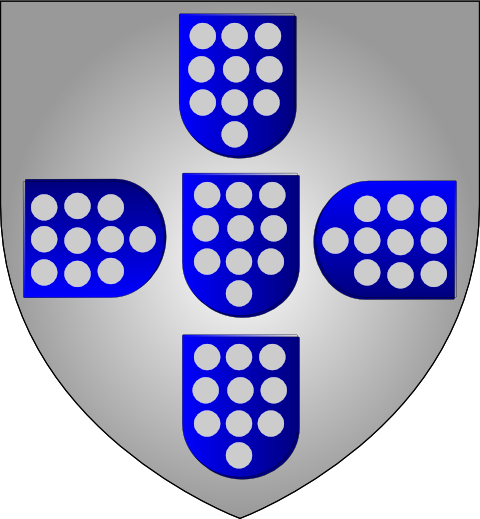
Das Wappen der portugiesischen Könige Sancho I. und Sancho II.

Nach 1240 heiratete Sancho die entfernt verwandte leonesischen Adlige Mécia Lópes de Haro, doch da die Ehe ohne päpstlichen Dispens geschlossen war, wurde sie 1245 oder 1246 durch die Kirche zwangsgeschieden. Man wollte dadurch verhindern, dass der König legitime Nachkommen in die Welt setzen konnte. Rückblickend war diese Furcht unbegründet, da das Paar kinderlos blieb.
Im März 1245 oder 1246 klagte Papst Innozenz IV. in der Bulle „Inter alia desiderabilia“ den König schlimmster Vergehen an, am 24. Juli erklärte er ihn in „Grandi non immerito“ zum „untauglichen Herrscher (rex inutilis)“ und Alfons III. zum „Verwalter und Verteidiger“ des Königreiches; damit war der König de facto abgesetzt. Sancho II. war allerdings nicht bereit, dies kampflos hinzunehmen, Portugal wurde deshalb in einen schweren Bürgerkrieg gestürzt. Sancho II. konnte sich bis 1247 mit seinen Anhängern halten, dann musste er nach Toledo ins Exil gehen, wo er schließlich verstarb.
Seinen Beinamen der Mönch erhielt Sancho II., da er angeblich regelmäßig ein Mönchsgewand trug. In diesem, dem Habit der Franziskaner oder Augustiner ähnlichen Gewand soll er auch begraben worden sein.

## Vorfahren
| Alfons I. von Portugal (1109–1185) | Alfons I. von Portugal (1109–1185) | Alfons I. von Portugal (1109–1185) | Alfons I. von Portugal (1109–1185) | Alfons I. von Portugal (1109–1185) | Alfons I. von Portugal (1109–1185) |                                    |                                    | Mathilde von Savoyen (1125–1157)   | Mathilde von Savoyen (1125–1157)   | Mathilde von Savoyen (1125–1157) | Mathilde von Savoyen (1125–1157) | Mathilde von Savoyen (1125–1157)    | Mathilde von Savoyen (1125–1157)    |                                     |                                     | Raimund Berengar IV. (1113–1162)    | Raimund Berengar IV. (1113–1162)    | Raimund Berengar IV. (1113–1162) | Raimund Berengar IV. (1113–1162) | Raimund Berengar IV. (1113–1162) | Raimund Berengar IV. (1113–1162) |                                 |                                 | Petronella von Aragón (1136–1173) | Petronella von Aragón (1136–1173) | Petronella von Aragón (1136–1173) | Petronella von Aragón (1136–1173) | Petronella von Aragón (1136–1173)   | Petronella von Aragón (1136–1173) |  |  | Sancho III. von Kastilien (1133–1158) | Sancho III. von Kastilien (1133–1158) | Sancho III. von Kastilien (1133–1158) | Sancho III. von Kastilien (1133–1158) | Sancho III. von Kastilien (1133–1158)  | Sancho III. von Kastilien (1133–1158)  |                                        |                                        | Blanka von Navarra (?–1157)            | Blanka von Navarra (?–1157)            | Blanka von Navarra (?–1157) | Blanka von Navarra (?–1157) | Blanka von Navarra (?–1157)      | Blanka von Navarra (?–1157)      |                                  |                                  | Heinrich II. Plantagenet (1133–1189) | Heinrich II. Plantagenet (1133–1189) | Heinrich II. Plantagenet (1133–1189) | Heinrich II. Plantagenet (1133–1189) | Heinrich II. Plantagenet (1133–1189) | Heinrich II. Plantagenet (1133–1189) |                                  |                                  | Eleonore von Aquitanien (1122–1204) | Eleonore von Aquitanien (1122–1204) | Eleonore von Aquitanien (1122–1204) | Eleonore von Aquitanien (1122–1204) | Eleonore von Aquitanien (1122–1204) | Eleonore von Aquitanien (1122–1204) |
| Alfons I. von Portugal (1109–1185) | Alfons I. von Portugal (1109–1185) | Alfons I. von Portugal (1109–1185) | Alfons I. von Portugal (1109–1185) | Alfons I. von Portugal (1109–1185) | Alfons I. von Portugal (1109–1185) |                                    |                                    | Mathilde von Savoyen (1125–1157)   | Mathilde von Savoyen (1125–1157)   | Mathilde von Savoyen (1125–1157) | Mathilde von Savoyen (1125–1157) | Mathilde von Savoyen (1125–1157)    | Mathilde von Savoyen (1125–1157)    |                                     |                                     | Raimund Berengar IV. (1113–1162)    | Raimund Berengar IV. (1113–1162)    | Raimund Berengar IV. (1113–1162) | Raimund Berengar IV. (1113–1162) | Raimund Berengar IV. (1113–1162) | Raimund Berengar IV. (1113–1162) |                                 |                                 | Petronella von Aragón (1136–1173) | Petronella von Aragón (1136–1173) | Petronella von Aragón (1136–1173) | Petronella von Aragón (1136–1173) | Petronella von Aragón (1136–1173)   | Petronella von Aragón (1136–1173) |  |  | Sancho III. von Kastilien (1133–1158) | Sancho III. von Kastilien (1133–1158) | Sancho III. von Kastilien (1133–1158) | Sancho III. von Kastilien (1133–1158) | Sancho III. von Kastilien (1133–1158)  | Sancho III. von Kastilien (1133–1158)  |                                        |                                        | Blanka von Navarra (?–1157)            | Blanka von Navarra (?–1157)            | Blanka von Navarra (?–1157) | Blanka von Navarra (?–1157) | Blanka von Navarra (?–1157)      | Blanka von Navarra (?–1157)      |                                  |                                  | Heinrich II. Plantagenet (1133–1189) | Heinrich II. Plantagenet (1133–1189) | Heinrich II. Plantagenet (1133–1189) | Heinrich II. Plantagenet (1133–1189) | Heinrich II. Plantagenet (1133–1189) | Heinrich II. Plantagenet (1133–1189) |                                  |                                  | Eleonore von Aquitanien (1122–1204) | Eleonore von Aquitanien (1122–1204) | Eleonore von Aquitanien (1122–1204) | Eleonore von Aquitanien (1122–1204) | Eleonore von Aquitanien (1122–1204) | Eleonore von Aquitanien (1122–1204) |
|                                    |                                    |                                    |                                    |                                    |                                    |                                    |                                    |                                    |                                    |                                  |                                  |                                     |                                     |                                     |                                     |                                     |                                     |                                  |                                  |                                  |                                  |                                 |                                 |                                   |                                   |                                   |                                   |                                     |                                   |  |  |                                       |                                       |                                       |                                       |                                        |                                        |                                        |                                        |                                        |                                        |                             |                             |                                  |                                  |                                  |                                  |                                      |                                      |                                      |                                      |                                      |                                      |                                  |                                  |                                     |                                     |                                     |                                     |                                     |                                     |
|                                    |                                    |                                    |                                    | Sancho I. von Portugal (1154–1211) | Sancho I. von Portugal (1154–1211) | Sancho I. von Portugal (1154–1211) | Sancho I. von Portugal (1154–1211) | Sancho I. von Portugal (1154–1211) | Sancho I. von Portugal (1154–1211) |                                  |                                  |                                     |                                     |                                     |                                     |                                     |                                     |                                  |                                  | Dulce von Barcelona (1160–1198)  | Dulce von Barcelona (1160–1198)  | Dulce von Barcelona (1160–1198) | Dulce von Barcelona (1160–1198) | Dulce von Barcelona (1160–1198)   | Dulce von Barcelona (1160–1198)   |                                   |                                   |                                     |                                   |  |  |                                       |                                       |                                       |                                       | Alfons VIII. von Kastilien (1155–1214) | Alfons VIII. von Kastilien (1155–1214) | Alfons VIII. von Kastilien (1155–1214) | Alfons VIII. von Kastilien (1155–1214) | Alfons VIII. von Kastilien (1155–1214) | Alfons VIII. von Kastilien (1155–1214) |                             |                             |                                  |                                  |                                  |                                  |                                      |                                      |                                      |                                      | Eleonore Plantagenet (1161–1214)     | Eleonore Plantagenet (1161–1214)     | Eleonore Plantagenet (1161–1214) | Eleonore Plantagenet (1161–1214) | Eleonore Plantagenet (1161–1214)    | Eleonore Plantagenet (1161–1214)    |                                     |                                     |                                     |                                     |
|                                    |                                    |                                    |                                    | Sancho I. von Portugal (1154–1211) | Sancho I. von Portugal (1154–1211) | Sancho I. von Portugal (1154–1211) | Sancho I. von Portugal (1154–1211) | Sancho I. von Portugal (1154–1211) | Sancho I. von Portugal (1154–1211) |                                  |                                  |                                     |                                     |                                     |                                     |                                     |                                     |                                  |                                  | Dulce von Barcelona (1160–1198)  | Dulce von Barcelona (1160–1198)  | Dulce von Barcelona (1160–1198) | Dulce von Barcelona (1160–1198) | Dulce von Barcelona (1160–1198)   | Dulce von Barcelona (1160–1198)   |                                   |                                   |                                     |                                   |  |  |                                       |                                       |                                       |                                       | Alfons VIII. von Kastilien (1155–1214) | Alfons VIII. von Kastilien (1155–1214) | Alfons VIII. von Kastilien (1155–1214) | Alfons VIII. von Kastilien (1155–1214) | Alfons VIII. von Kastilien (1155–1214) | Alfons VIII. von Kastilien (1155–1214) |                             |                             |                                  |                                  |                                  |                                  |                                      |                                      |                                      |                                      | Eleonore Plantagenet (1161–1214)     | Eleonore Plantagenet (1161–1214)     | Eleonore Plantagenet (1161–1214) | Eleonore Plantagenet (1161–1214) | Eleonore Plantagenet (1161–1214)    | Eleonore Plantagenet (1161–1214)    |                                     |                                     |                                     |                                     |
|                                    |                                    |                                    |                                    |                                    |                                    |                                    |                                    |                                    |                                    |                                  |                                  |                                     |                                     |                                     |                                     |                                     |                                     |                                  |                                  |                                  |                                  |                                 |                                 |                                   |                                   |                                   |                                   |                                     |                                   |  |  |                                       |                                       |                                       |                                       |                                        |                                        |                                        |                                        |                                        |                                        |                             |                             |                                  |                                  |                                  |                                  |                                      |                                      |                                      |                                      |                                      |                                      |                                  |                                  |                                     |                                     |                                     |                                     |                                     |                                     |
|                                    |                                    |                                    |                                    |                                    |                                    |                                    |                                    |                                    |                                    |                                  |                                  | Alfons II. von Portugal (1185–1223) | Alfons II. von Portugal (1185–1223) | Alfons II. von Portugal (1185–1223) | Alfons II. von Portugal (1185–1223) | Alfons II. von Portugal (1185–1223) | Alfons II. von Portugal (1185–1223) |                                  |                                  |                                  |                                  |                                 |                                 |                                   |                                   |                                   |                                   |                                     |                                   |  |  |                                       |                                       |                                       |                                       |                                        |                                        |                                        |                                        |                                        |                                        |                             |                             | Urraca von Kastilien (1186–1220) | Urraca von Kastilien (1186–1220) | Urraca von Kastilien (1186–1220) | Urraca von Kastilien (1186–1220) | Urraca von Kastilien (1186–1220)     | Urraca von Kastilien (1186–1220)     |                                      |                                      |                                      |                                      |                                  |                                  |                                     |                                     |                                     |                                     |                                     |                                     |
|                                    |                                    |                                    |                                    |                                    |                                    |                                    |                                    |                                    |                                    |                                  |                                  | Alfons II. von Portugal (1185–1223) | Alfons II. von Portugal (1185–1223) | Alfons II. von Portugal (1185–1223) | Alfons II. von Portugal (1185–1223) | Alfons II. von Portugal (1185–1223) | Alfons II. von Portugal (1185–1223) |                                  |                                  |                                  |                                  |                                 |                                 |                                   |                                   |                                   |                                   |                                     |                                   |  |  |                                       |                                       |                                       |                                       |                                        |                                        |                                        |                                        |                                        |                                        |                             |                             | Urraca von Kastilien (1186–1220) | Urraca von Kastilien (1186–1220) | Urraca von Kastilien (1186–1220) | Urraca von Kastilien (1186–1220) | Urraca von Kastilien (1186–1220)     | Urraca von Kastilien (1186–1220)     |                                      |                                      |                                      |                                      |                                  |                                  |                                     |                                     |                                     |                                     |                                     |                                     |
|                                    |                                    |                                    |                                    |                                    |                                    |                                    |                                    |                                    |                                    |                                  |                                  |                                     |                                     |                                     |                                     |                                     |                                     |                                  |                                  |                                  |                                  |                                 |                                 |                                   |                                   |                                   |                                   |                                     |                                   |  |  |                                       |                                       |                                       |                                       |                                        |                                        |                                        |                                        |                                        |                                        |                             |                             |                                  |                                  |                                  |                                  |                                      |                                      |                                      |                                      |                                      |                                      |                                  |                                  |                                     |                                     |                                     |                                     |                                     |                                     |
|                                    |                                    |                                    |                                    |                                    |                                    |                                    |                                    |                                    |                                    |                                  |                                  |                                     |                                     |                                     |                                     |                                     |                                     |                                  |                                  |                                  |                                  |                                 |                                 |                                   |                                   |                                   |                                   | Sancho II. von Portugal (1207–1248) |                                   |  |  |                                       |                                       |                                       |                                       |                                        |                                        |                                        |                                        |                                        |                                        |                             |                             |                                  |                                  |                                  |                                  |                                      |                                      |                                      |                                      |                                      |                                      |                                  |                                  |                                     |                                     |                                     |                                     |                                     |                                     |